# Melitaea autumnalis
Melitaea autumnalis är en fjärilsart som beskrevs av Turati 1921. Melitaea autumnalis ingår i släktet Melitaea och familjen praktfjärilar. Inga underarter finns listade i Catalogue of Life.